# Charlie (Vorname)
Charlie ist ein sowohl männlicher als auch weiblicher Vorname. In Deutschland wird er aber meist als männlicher Vorname verwendet.

## Herkunft und Bedeutung
Charlie ist eine Kurzform des Vornamens Charles bzw. Karl, was sich vom althochdeutschen „karal“ ableitet und „Mann“, „Ehemann“ und „der Freie“ bedeutet. Weitere Schreibweisen sind Charly und Charley.

## Popularität
In Deutschland geben Eltern ihrem Nachwuchs erst seit wenigen Jahren regelmäßig den Vornamen Charlie. 2015 rangierte er deutschlandweit auf Platz 362.

## Namensträger
- Charlie (* 1947), ungarischer Rock- und Soul-Sänger

- Charlie Adams (1920–2004), US-amerikanischer Countrymusiker
- Charlie Alexander (1890–1970), US-amerikanischer Jazzpianist
- Charlie Byrd (1925–1999), US-amerikanischer Jazzgitarrist
- Charlie Carrel (* 1993), britischer Pokerspieler
- Charlie Chaplin (1889–1977), englischer Schauspieler
- Charlie Daniels (1936–2020), US-amerikanischer Countrymusiker
- Charlie Davies (* 1986), US-amerikanischer Fußballspieler
- Charlie Guest (* 1993), britische Skirennläuferin
- Charlie Haden (1937–2014), US-amerikanischer Jazz-Kontrabassist, Komponist und Bandleader
- Charlie Heaton (* 1994), britischer Schauspieler
- Charlie Hunter (* 1967), US-amerikanischer Jazz-, Rock- und Fusion-Gitarrist
- Charlie Lawrence (≈1900–?), US-amerikanischer Jazzmusiker, Arrangeur und Bandleader
- Charlie Lewis (* 1903), US-amerikanischer Jazzpianist
- Charlie Margulis (1902–1967), US-amerikanischer Jazztrompeter
- Charlie Mariano (1923–2009), US-amerikanischer Jazzmusiker und Komponist
- Charlie McFadden (1895–1966), US-amerikanischer Blues-Sänger und Songwriter
- Charlie Musselwhite (* 1944), US-amerikanischer Bluesmusiker
- Charlie Parker (1920–1955), US-amerikanischer Jazzmusiker und Komponist
- Charlie Perry (1924–1998), US-amerikanischer Jazz-Schlagzeuger
- Charlie Puth (* 1991), US-amerikanischer Sänger und Songwriter
- Charlie Rice (1920–2018), US-amerikanischer Jazz-Schlagzeuger
- Charlie Rivel (1896–1983), spanischer Clown
- Charlie Sanders (1946–2015), US-amerikanischer American-Football-Spieler
- Charlie Sheen (* 1965), US-amerikanischer Schauspieler
- Charlie Storwick (* 1998), kanadische Sängerin und Schauspielerin
- Charlie Tully (1924–1971), nordirischer Fußballspieler
- Charlie Waters (* 1948), US-amerikanischer American-Football-Spieler
- Charlie Watts  (1941–2021), britischer Schlagzeuger (The Rolling Stones)
- Charlie Wilson (1933–2010), US-amerikanischer Politiker
- Charlie Wilson (1943–2013), US-amerikanischer Politiker (Demokratische Partei)
- Charlie Wilson (* 1953), US-amerikanischer Musiker

Fiktive Charaktere:
- Charlie Brown, Comic-Figur aus Die Peanuts
- Charlie Chan, erfundene Figur eines chinesisch-hawaiischen Detektivs